# Жуковский, Вячеслав Владимирович
Вячеслав Владимирович Жуковский (26 апреля 1943) — советский футболист, нападающий.
Воспитанник московской ДЮСШ «Фили». В командах мастеров дебютировал в 1960 году в классе «Б» в белгородском «Цементнике». Во второй половине 1961 года сыграл 6 матчей за «Торпедо» Харьков. В 1963—1965 годах выступал во второй группе класса «А» за «Металлург» Куйбышев, в 1965 году провёл два матча, забил один гол за дубль московского «Динамо», в том же году перешёл в «Динамо» Ставрополь, из которого в конце 1967 года перешёл в ленинградский «Зенит», за который в первой группе класса «А» провёл четыре матча. 29 октября дебютировал в домашней игре с «Шахтёром» (1:1) — вышел на замену на 62 минуте. В трёх следующих матчах выходил в стартовом составе и менялся в середине второго тайма. В дальнейшем играл в клубах третьей по силе лиги «Химик» Невинномысск (1968), «Урожай» Александровское (1969), «Нарзан» Кисловодск (1969), «Торпедо» Тольятти (1970), «Звезда» Пермь (1971).